# Andrena valeriana
Andrena valeriana is een vliesvleugelig insect uit de familie Andrenidae. De wetenschappelijke naam van de soort is voor het eerst geldig gepubliceerd in 1957 door Hirashima.